# Pointe de Platé
La pointe de Platé ou la Vouardaz[réf. nécessaire] est un sommet des Préalpes françaises situé dans le massif du Faucigny, sur le versant sud du désert de Platé à la limite des communes de Passy et de Sixt-Fer-à-Cheval, en Haute-Savoie.

## Géologie

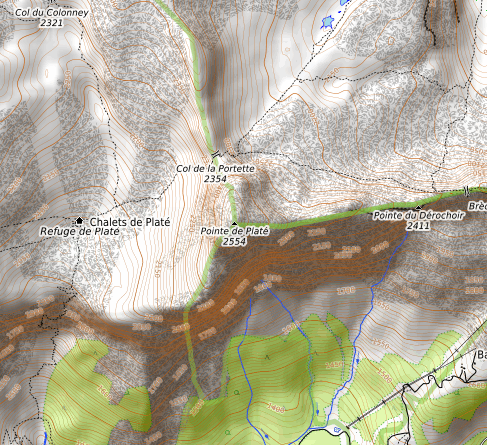
Carte topographique de la pointe

Le sommet est constitué de schistes argileux du flysch nummulitique.

## Protection environnementale
La pointe de Platé fait partie des réserves naturelles nationales de Passy et de Sixt-Passy ainsi que de la zone naturelle d'intérêt écologique, faunistique et floristique du désert de Platé.

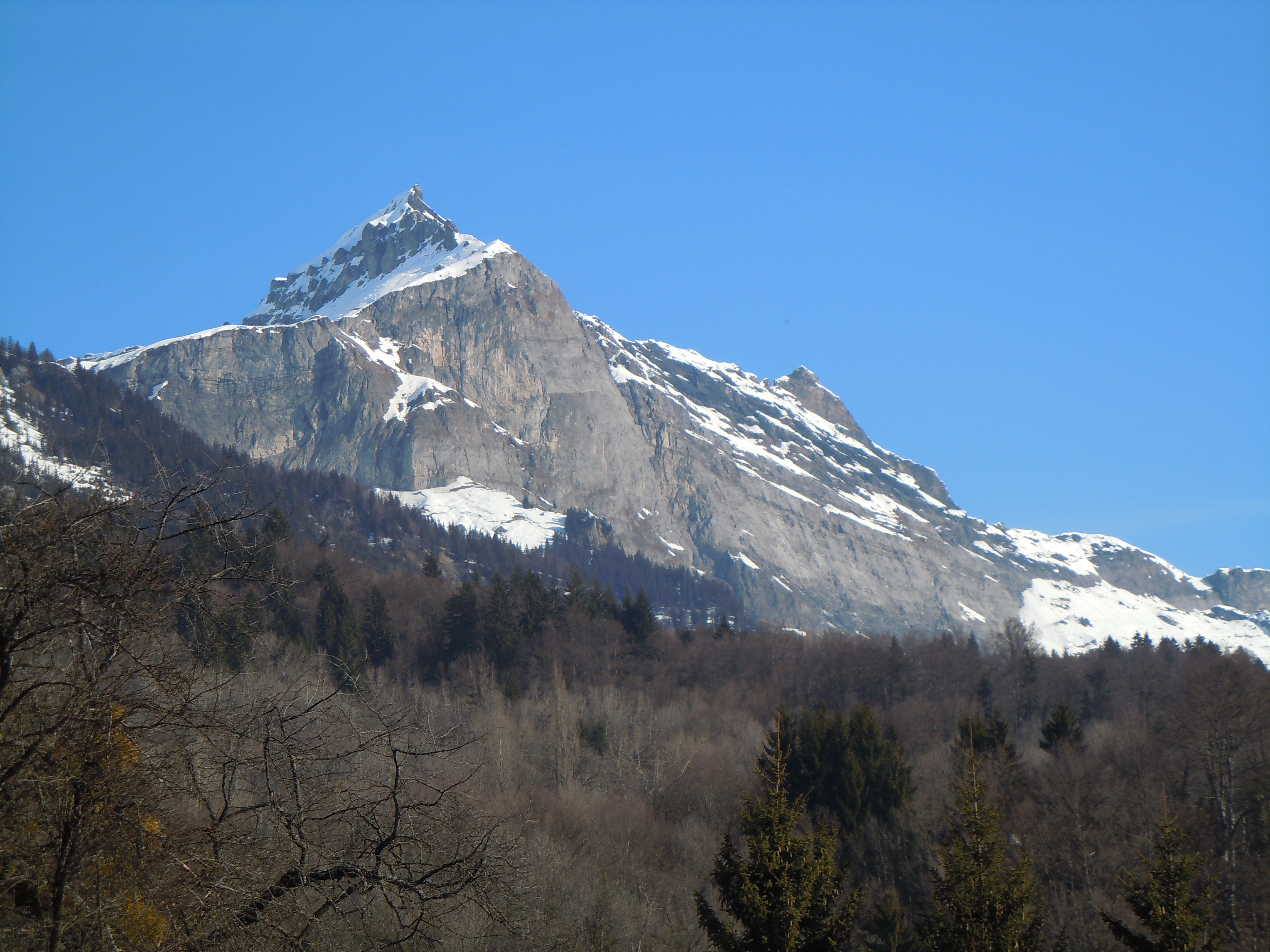
Vue de la pointe de Platé depuis Passy.